# 志田重男

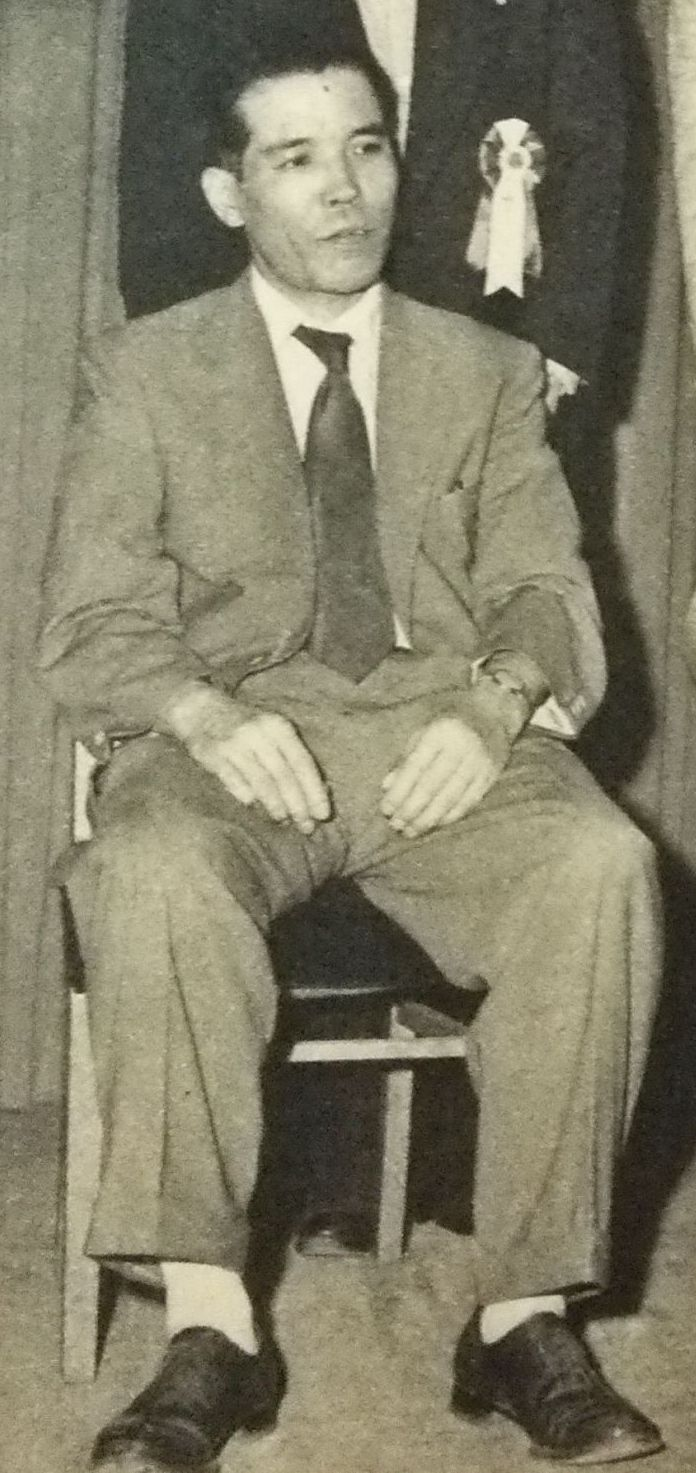
1955年

志田 重男（しだ しげお、1911年<明治44年>11月21日 - 1971年<昭和46年>7月3日）は、日本の労働運動家、社会主義活動家。日本共産党幹部を務めたが、除名された。

## 経歴・人物
兵庫県津名郡浅野村（現・淡路市）生まれ。小学校を卒業後、1923年堺市で旋盤工となり、労働運動に入る。1932年日本労働組合全国協議会（全協）中央常任委員。1931年、日本共産党に入党し、1933年に検挙、投獄される。
第二次世界大戦後、政治犯釈放で出獄。党本部に入り、中央委員・政治局員・書記局員となり、1947年4月の第23回衆議院議員総選挙で大阪5区から、第1回大阪府知事選挙に共産党公認で立候補したがいずれも落選した。1950年に公職追放を受け、徳田球一らと地下に潜行。この時期、内部分裂した党の主流をなした所感派の代表的幹部であり、非合法活動の責任者「軍事委員長」となって、極左冒険主義闘争を指導。
1955年7月の日本共産党第6回全国協議会（六全協）直後、8月11日日本青年館で開かれた「六全協記念政策発表大演説会」の席上、野坂参三・紺野与次郎とともに、5年ぶりに地上に姿を現して逮捕されるが同年8月16日に釈放。
その後は芸者遊びによる党の資金浪費を追及されて1956年に失踪し、1957年に除名された。その後は変名の金井貞吉として、大阪や埼玉を転々とした後、1963年以降は東京荒川区に居住しビル清掃会社に勤めていた。その一方で「マルクス・レーニン主義研究会」「日本共産党（解放戦線）全国指導部」を本拠として日本共産党指導部に反対し続けた。
1971年に胃癌のため、郷里兵庫県の病院にて変名である金井として死去した。なおその死は志田個人の意思によって秘匿され、死後2年経った1973年になって警察当局の調査により判明した。
のち、『志田重男遺稿集』（志田重男遺稿集出版編集委員会、第1集1975年、第2集1976年）が出版された。